# Yesanpo
Le parc naturel Yesanpo (caractères chinois : 野三坡 ; pinyin : yě sān pō) est un parc naturel chinois situé à la rencontre des monts Taihang et des monts Yan dans le comté de Laishui, province du Hebei.
Le parc aux reliefs karstiques s'étend sur 520km² et offrent une gamme de paysages diverses dont les plus célèbres:
- Gorges de Baili (百里峡)
- Rivière Maju (拒马河)
- Passe naturelle de Longmen (龙门天关)
- Forêt Baicaopan (白草畔)
- Mont Jinhua (金华山)

Le parc paysager Yesanpo (野三坡风景名胜区) a été proclamé parc national le 1er août 1988.